# Fresh Fruit for Rotting Vegetables
Fresh Fruit for Rotting Vegetables è il primo album in studio della band californiana Dead Kennedys, pubblicato nel 1980 per la casa discografica Cherry Red nel Regno Unito e per la Alternative Tentacles/I.R.S. Records negli Stati Uniti. Rivoluzionario, è stato uno dei primi dischi hardcore punk, unanimemente considerato il miglior album del gruppo e tra i più significativi dell'american punk.
L'album è stato fonte di ispirazione per una vasta gamma di artisti, tra cui Dinosaur Jr., Hüsker Dü, Pixies, Nirvana, Offspring, e Massive Attack.

## Il disco
I ritmi sono velocissimi e i testi, scritti dal cantante Jello Biafra, provocatori; tutto l'album, infatti, è permeato da un'atmosfera irriverente, sarcastica e cinica che diverrà un carattere tipico della band di San Francisco. I brani trattano gli argomenti più disparati, dalla politica all'industrialismo sfrenato, dalla condizione dei paesi del terzo mondo a quella dei giovani americani.

### Ricerca di un contratto discografico
Fondato nel 1978, il gruppo musicale Dead Kennedys stava cercando da tempo una casa discografica adatta alla loro proposta musicale. A causa del nome provocatorio (in italiano: "I Kennedy morti"), la ricerca si era rivelata particolarmente difficile. Un'ampia scena indipendente non era ancora emersa, e dopo The Dickies e Ramones, le principali etichette discografiche non erano più interessate alle punk band americane.
Dopo la pubblicazione del 45 giri California Über Alles su etichetta Alternative Tentacles, arrivò un contatto da parte dell'agente musicale Bill Gilliam. Secondo il manager degli Sham 69, Terry Gordon, all'epoca la band non aveva inciso ancora materiale sufficiente per ottenere una seria prelazione da parte di una major. Finora erano stati pubblicati solo pochi singoli. Bill Gilliam presentò la band a Iain McNay della Cherry Red Records, e Terry Gordon approcciò la Safari Records per parlare del gruppo di Biafra. Ma la Safari non aveva alcun interesse nella produzione di un album e quindi la band concentrò le proprie speranze sulla Cherry Red Records.
Successivamente la band inviò a McNay un nastro con una versione iniziale della loro canzone Holiday in Cambodia al fine di suscitare il suo interesse. La Cherry Red non aveva le risorse finanziarie necessarie per produrre un album. Secondo Biafra, erano necessari 8,000 dollari, secondo i rimanenti membri della band invece ne servivano 10,000. Richard Bishop della Caroline Records, un partner commerciale di McNay, offrì il suo sostegno economico. Prerequisito essenziale fu il consenso contrattuale della band a condizioni di vendita speciali e la concessione di tre mesi di diritti di vendita esclusivi alla Virgin Records, la società madre della Caroline Records.
Prima dell'inizio della lavorazione dell'album di debutto, il gruppo incise il singolo Holiday in Cambodia (B-side Police Truck) nello studio Tewksbury di Richmond, California. Geza Gedeon, noto anche come "Geza X", fu l'ingegnere del suono. Egli aveva lavorato in precedenza con Black Flag e Germs. Nel maggio del 1980 il singolo uscì nel Regno Unito, su etichetta Cherry Red Records.

### Registrazione
Dopo il successo del singolo, McNay e Gilliam accettarono di dare alla band i 10.000 dollari per la registrazione dell'album. East Bay Ray affermò in seguito che la band dovette pagare 6.000 dollari per lo studio e dividere il rimanente denaro tra i quattro membri della band. La band affittò lo studio Mobius Music di Oliver DiCicco a Noe Valley. DiCicco, produttore musicale e proprietario dello studio, fu solo l'ingegnere del suono dell'album e non il produttore, dal momento che aveva poca esperienza con la musica punk. Le sue produzioni precedenti erano in ambito new age. Quindi della produzione discografica vera e propria se ne occupò East Bay Ray. Dato che Klaus Flouride aveva impegni professionali, le registrazioni avvenivano solo alla sera e di notte. Lo studio era stato appena rinnovato con tecnologia a 16 tracce ed era molto limitato in termini di spazio. La band investì molto tempo nella pre-produzione. Le canzoni erano già finite e dovevano solo essere incise su nastro. La maggior parte dei brani furono pronti dopo la prima o massimo la seconda take. Durante la registrazione, tuttavia, ci furono vari conflitti all'interno della band, sia sul lato musicale che su quello organizzativo. In particolare Jello Biafra ed East Bay Ray si trovarono in forte disaccordo. Ray, nello specifico, si vergognava del risultato finale, poiché, secondo lui, ebbe troppo poco controllo sulla produzione. Nei crediti ufficiali presenti sulla copertina dell'album, il produttore ufficiale è indicato con il nome "Norm", nome del gatto siamese dello studio. East Bay Ray è citato con il suo nome borghese "R. Pepperell" e solo come assistente alla produzione. Le stampe successive riportarono invece informazioni diverse.
L'album venne pubblicato il 2 settembre 1980 nel Regno Unito, con un forte impatto. Nel paese d'origine della band, gli Stati Uniti, invece l'album fu inizialmente disponibile solo come disco d'importazione, e solo nel 1981 fu distribuito dalla I.R.S. Records su territorio statunitense.

### Musica e testi

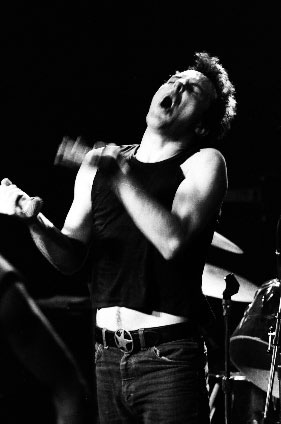
Jello Biafra nel 1979

Come i due precedenti singoli sono musicalmente punk rock suonato ancora più veloce, genere successivamente definito come hardcore punk, anche lo stile del disco non si discosta da questa definizione. Oltre a ciò sono riscontrabili tracce di surf music ed elementi di garage rock, e di rockabilly. Questa commistione di stili creò una miscela di elementi rock tradizionali e punk rock che era inusuale per quei tempi. Il canto di Jello Biafra era insolitamente acuto per l'epoca e ricorda un ringhio arrabbiato piuttosto che un normale cantato.
I testi sono mordenti, sarcastici e maligni. Le critiche sono rivolte contro tutti gli aspetti della cosiddetta "American Way of Life" e l'intero sistema politico statunitense. Nelle canzoni, Biafra prende spesso posizioni estremiste, deridendo i suoi avversari con le proprie parole. Anche i titoli degli stessi brani sono "forti" e "provocatori", come per esempio Kill the Poor (it: "Uccidi il povero"), Drug Me (it: "Drogami"), Let's Lynch the Landlord (it: "Linciamo il padrone di casa"), I Kill Children (it: "Uccido i bambini"), o la cinica Holiday in Cambodia (it: "Vacanza in Cambogia") con la citazione dei massacri compiuti dai Khmer rossi di Pol Pot. A coronare il tutto, un'ironica e straniante reinterpretazione di un successo di Elvis Presley degli anni sessanta in versione punk, Viva Las Vegas.

### Descrizione dei brani

#### Kill the Poor
Si tratta di una provocazione satirica: un invito ad eliminare i disoccupati e le persone che vivono in condizioni di povertà mediante una bomba a neutroni, poiché l'utilizzo di questa arma, "bella, veloce, pulita ed efficace", libererebbe la società da questi parassiti. Il testo del brano è stato spesso associato ad una proposta fatta da Jonathan Swift nel XVIII secolo, simile nel contenuto. L'idea per il brano venne da una vecchia intervista dei Devo alla fanzine Search & Destroy. Kill the Poor divenne il terzo singolo estratto dall'album. La versione singolo è un mix diverso della canzone rispetto a quella inclusa nell'album. Un'immagine del Congresso del Partito Repubblicano statunitense fu usata come pubblicità per il 45 giri.

#### Forward to Death
Il brano ha un testo che parla della voglia di morire. Il protagonista si vede come antagonista al resto del mondo. La canzone venne scritta da Carlos Cadona, che si muoveva sotto lo pseudonimo di 6025: il secondo chitarrista della band, che era già uscito dal gruppo al momento della registrazione. Secondo quanto da lui dichiarato il testo, così pessimista, non era una finzione ma descriveva la sua vita interiore del momento. Sebbene l'idea originale provenisse da 6025, la musica del brano fu opera collettiva e ogni membro aggiunse le proprie idee.

#### When Ya Get Drafted
When Ya Get Drafted critica la concorrenza fra Oriente ed Occidente durante la guerra fredda. Il testo dipinge uno scenario horror dove un censimento recluta obbligatoriamente tutti gli americani abili all'arruolamento militare per condurre una guerra efficiente contro altre nazioni. Originariamente intitolata Rhodesia, la prima versione del testo della canzone conteneva riferimenti molto più specifici. Fu Geza X a consigliare Biafra di rielaborare il testo utilizzando un tono più generalizzato. La canzone risultò quasi profetica, perché nel febbraio 1980, poco dopo l'incisione del pezzo, il presidente Jimmy Carter decise di estendere la leva obbligatoria per espandere le forze armate statunitensi.

#### Let’s Lynch the Landlord
Trattasi di una esortazione satirica ad assassinare i padroni di casa che impoveriscono le abitazioni dei loro inquilini per massimizzare il proprio profitto. Il testo si basa sulle esperienze di Flouride e Biafra come inquilini in affitto. Per la registrazione della canzone, la band ebbe bisogno di più tempo. All'inizio, la parte di batteria era molto veloce, ma Bruce Slesinger ("Ted" nei crediti dell'album) non fu in grado di eseguirla. Pertanto, la parte venne semplificata. Il testo è sostanzialmente influenzato dalla predilezione di Biafra per il duo degli Sparks. Biafra descrisse i loro "testi asciutti e veramente stupidi" come una grande influenza per la composizione del brano.

#### Drug Me
Biafra critica molti mezzi di intrattenimento, come la televisione, i puzzle dei cruciverba, le riviste, la pornografia, poiché fungono principalmente da anestetico per il popolo. Il riff del brano venne riadattato dalla canzone (We Is Not) Got Nothing dei Blues Magoos. È una delle canzoni più veloci del repertorio dei Dead Kennedys e veniva raramente suonata dal vivo. Successivamente i Sepultura ne pubblicarono una versione cover.

#### Your Emotions
Il pezzo verte sulle emozioni che rendono le persone dei "mostri". Il testo venne scritto da East Bay Ray. La parte di basso di Klaus Flouride ricorda lo stile degli Avengers.

#### Chemical Warfare
Chemical Warfare critica l'uso delle armi chimiche. Il testo descrive qualcuno rimasto colpito in guerra da armi chimiche, che avendo subito danni alle ghiandole nervose, commette una strage ad un cocktail party.

#### California Über Alles
In forma grottesca, la canzone è un'esaltazione della potenza oscura del governatore della California Jerry Brown, imputandogli l'obiettivo di installare un sistema di governo fascista negli Stati Uniti. La versione dell'album è molto più veloce, quasi il doppio rispetto alla versione su singolo.

#### I Kill Children
Il pezzo è la parodia di uno psicopatico che non vede l'ora di uccidere i figli degli ascoltatori dell'album. Il testo è stato spesso frainteso in quanto alcuni ascoltatori non colsero il lato ironico ed accusarono Jello Biafra di essere un vero pervertito. Tra le altre cose, questa canzone costò alla band l'attenzione da parte del PMRC che citò il testo del brano come esempio di corruzione morale nella musica rock.

#### Stealing People’s Mail
La canzone racconta la storia di persone che discutono di rubare in modo massiccio la posta degli altri per divertirsi alle loro spalle rivelandone il contenuto. Per la composizione del brano Biafra fu influenzato dallo stile garage rock delle band degli anni sessanta e dai The Screamers.

#### Funland at the Beach
Altro brano provocatorio, Funland at the Beach tratta il tema di una catastrofe sensazionale, usando l'esempio di uno psicopatico che manomette le montagne russe in un Luna Park solo per godere della vista dei cadaveri delle vittime. Il testo mostra lo spietato cinismo dei proprietari del parco dei divertimenti, che sono più preoccupati della cause legali che riceveranno e dei danni economici piuttosto che della tragedia. Come per I Kill Children, il testo della canzone è stato spesso frainteso.

#### Ill in the Head
Come in Forward to Death, la canzone descrive uno stato mentale cupo e depressivo. È l'unica canzone del disco dove è possibile ascoltare 6025, che tornò appositamente in studio per registrare il pezzo dopo aver lasciato la band qualche mese prima. La canzone era stata da lui composta insieme a Biafra. Biafra aveva dato un testo a 6025, che però a lui non piaceva. Il chitarrista lo rielaborò. La canzone contiene un cambiamento di tempo da 13/8 a 11/8, un ritmo insolito per la musica punk. 6025 era influenzato dai New Musik ed aveva cercato di guidare la band in questa direzione durante la sua breve permanenza nel gruppo.

#### Holiday in Cambodia

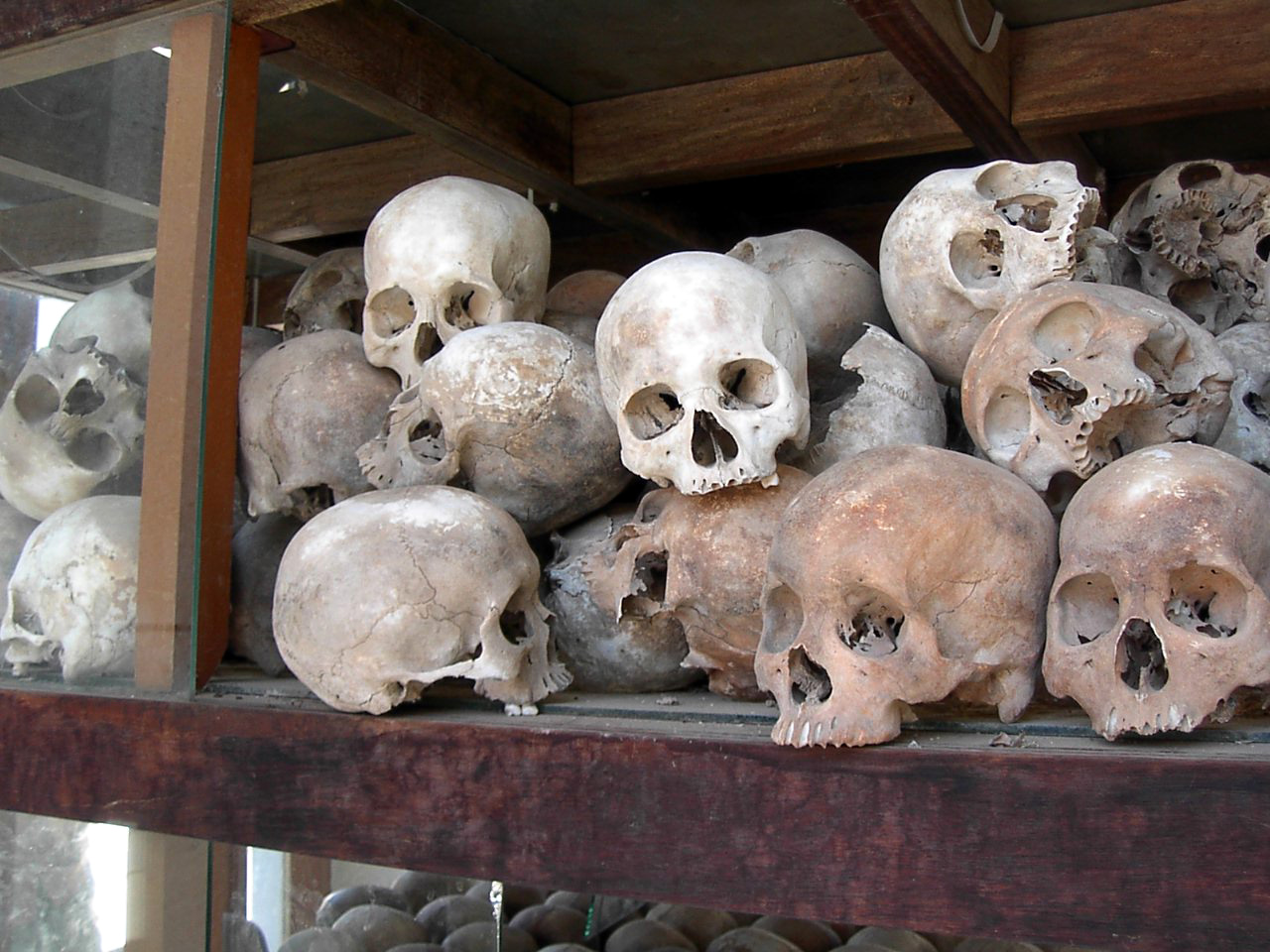
I teschi di alcune vittime dei Khmer rossi in Cambogia.

La canzone è un attacco agli studenti di college statunitensi, ritenuti viziati e privilegiati. Il testo offre il punto di vista ironico di un giovane americano di sinistra e di chiare simpatie comuniste, che auspica di contrastare tale stile di vita agiato con la brutale dittatura comunista dei Khmer rossi, guidata da Pol Pot, che si stima abbia causato la morte di circa due milioni di persone in Cambogia tra il 1975 e il 1979. La traccia venne registrata in una versione diversa rispetto a quella apparsa su singolo. All'inizio il suono della chitarra è una sorta di urlo, effetto ottenuto attraverso l'Echoplex di East Bay Ray.

#### Viva Las Vegas
Reinterpretazione di un successo degli anni sessanta di Elvis Presley, si tratta di una parodia con un testo leggermente modificato che parla dei pericoli del gioco d'azzardo a Las Vegas. La canzone è caricata in un modo tale che, oltre a criticare il gioco d'azzardo, viene messo in ridicolo anche lo stesso Presley. Biafra scambiò poche parole e cambiò alcune frasi del testo originale in modo da far apparire Elvis in veste negativa.

### Copertina
La copertina dell'album è una fotografia in bianco e nero  mostra una serie di auto della polizia in fiamme. La foto originale venne scattata da Judith Carlson il 21 maggio 1979 durante le White Night Riots, le rivolte che seguirono il processo di Dan White, e pubblicata sul San Francisco Examiner
Quando l'immagine venne riprodotta per la pubblicazione sulla copertina del disco, gran parte della qualità andò persa. Originariamente le fiamme sarebbero dovute essere più evidenti, e per questo i grafici della I.R.S. Records le tinsero d'arancione. Ma questo influì anche sul resto dell'immagine, in un modo che non piacque a Biafra. La Cherry Red Records decise quindi di stampare l'immagine in bianco e nero, e questa fu la versione diffusa su tutte le pubblicazioni successive. La ristampa per il 25º anniversario dell'album nel 2005 conteneva una versione colorata, nella quale però solo le fiamme erano state evidenziate, come era stato inizialmente previsto. Nel corso degli anni sono apparse diverse versioni della copertina, diverse per quanto riguarda la luminosità e il colore del logo della band (bianco o giallo). Nella versione originale, il titolo dell'album non è presente in copertina, ma solo sul retro.
Sul retro della copertina, era raffigurata una band diversa, i Sounds of Sunshine, gruppo che aveva avuto un piccolo successo con il brano Love Means You Never Have to Say You’re Sorry all'inizio degli anni settanta. Flouride aveva acquistato la foto da qualche parte al mercato delle pulci. L'immagine venne decorata con dei teschi e il logo Dead Kennedys. Quando i Dead Kennedys apparvero in televisione e l'immagine della copertina dell'album venne mostrata in tv, gli ex membri dei Sounds of Sunshine, oggi cristiani conservatori, intentarono causa ai Dead Kennedys per l'uso non autorizzato della loro immagine. La I.R.S. non accettò di pagare un compenso per risarcire i danni d'immagine, e quindi i membri dei Sounds of Sunshine furono semplicemente rimossi dalle copie successive dell'album.
Allegato all'album c'era un poster con un collage formato dai testi delle canzoni. Il collage era stato realizzato da Jello Biafra, con qualche aiuto da parte di Winston Smith, responsabile anche del logo Dead Kennedys e successivamente del logo Alternative Tentacles. Si basava sui numerosi estratti di giornali e riviste che Biafra aveva appeso nella sua camera da letto. In sostanza, lo stile era influenzato dalla band britannica Crass, ma l'approccio di Biafra era più politico-umoristico che "integralista".

### Accoglienza
| Recensione                    | Giudizio       |
| ----------------------------- | -------------- |
| Piero Scaruffi                | [ 18 ]         |
| AllMusic                      | [ 19 ]         |
| Pitchfork                     | [ 20 ]         |
| Mojo                          | [ 21 ]         |
| PopMatters                    | [ 22 ]         |
| The Rolling Stone Album Guide | [ 23 ]         |
| Uncut                         | [ 24 ]         |
| Q                             | [ 25 ]         |
| Robert Christgau              | C+             |
| Ondarock                      | Pietra miliare |

In una recensione contemporanea, Trouser Press trovò che lo stile e i contenuti dell'album derivassero molto dai Sex Pistols e che "il disco potesse risultare già datato ad un ascolto attento", nondimeno scrisse come l'album "possa essere definito l'unico metro di comparazione legittimo per Never Mind the Bollocks dei Pistols". NME paragonò il disco alla musica del gruppo punk britannico UK Subs, affermando che i Dead Kennedys "difficilmente produrranno qualcosa di più intelligente, sia musicalmente che intellettualmente... , ma nonostante la capacità del gruppo di cogliere nel segno, sul disco c'è davvero solo una traccia che fa un uso efficace del loro talento e dei loro manierismi, Holiday in Cambodia, già pubblicata su singolo, e probabilmente la ragione (musicale) principale per la presenza dell'album nelle classifiche". Robert Christgau del The Village Voice scrisse che trovava il cantante Jello Biafra abbastanza mediocre, e paragonò la sua voce a quella di un "Tiny Tim disoccupato". In una recensione a posteriori del disco, il sito web Ondarock inserisce l'album nella lista delle sue "pietre miliari" scrivendo: "Fresh Fruit for Rotting Vegetables non era un disco retrò nel 1980 e non lo è neppure oggi. Non ha una ruga neanche negli arrangiamenti, arricchiti in un paio di brani da funzionalissime tastiere".

## Tracce
- Tutti i brani sono opera di Jello Biafra tranne dove indicato diversamente.

Lato 1
1. Kill the Poor (East Bay Ray, Biafra) - 3:07
2. Forward to Death (6025) - 1:23
3. When Ya Get Drafted - 1:23
4. Let's Lynch the Landlord - 2:13
5. Drug Me - 1:56
6. Your Emotions (Ray) - 1:20
7. Chemical Warfare - 2:58

Lato 2
1. California Über Alles (Biafra, John Greenway) - 3:03
2. I Kill Children - 2:04
3. Stealing People's Mail - 1:34
4. Funland at the Beach - 1:49
5. Ill in the Head (6025, Biafra) - 2:46
6. Holiday in Cambodia (Biafra, Greenway) - 4:37
7. Viva Las Vegas (Doc Pomus, Mort Shuman) - 2:42 (cover di Elvis Presley)

### Tracce Bonus - Edizione rimasterizzata del 1999 (2 CD)
1. Holiday in Cambodia (Singolo, 5/1980) - 3:46
2. Police Truck (Lato B di Holiday in Cambodia) - 2:24
3. Kill the Poor (Singolo, 10/1980) - 3:07
4. In-Sight (Lato B di Kill the Poor) - 1:40
5. Too Drunk to Fuck (Singolo, 5/1981) - 2:41
6. The Prey (Lato B di Too Drunk to Fuck) - 3:50

## Formazione
- Jello Biafra - voce
- Klaus Flouride - basso
- East Bay Ray - chitarra
- Bruce "Ted" Slesinger - batteria

Musicisti aggiuntivi
- 6025 - chitarra ritmica in Ill in the Head
- Paul Roessler - tastiere in Drug Me e Stealing People's Mail
- Ninotchka - tastiere in Drug Me, cori
- Dirk Dirksen - cori
- Bobby Unrest - cori
- Michael Synder - cori
- Bruce Calderwood (Bruce Loose) - cori
- Barbara Hellbent - cori
- HyJean - cori
- Curt - cori
- Chi Chi - cori

## Curiosità
- La canzone I Kill Children, in particolare l'introduzione, ha ispirato all'artista Winston Smith un dipinto intitolato God Told Me to Skin You Alive, che è stato poi utilizzato come copertina per l'album Insomniac dei Green Day.[31]
- Nel 2014 lo scrittore Alex Ogg ha scritto un libro interamente dedicato all'album. L'opera, intitolata Dead Kennedys: Fresh Fruit for Rotting Vegetables. The Early Years, è stata pubblicata in Gran Bretagna, Stati Uniti, Brasile, Finlandia, e Germania.[32]